# 塞羅戈多 (佛羅里達州)
塞羅戈多（英語：Cerrogordo）是位於美國佛羅里達州霍爾姆斯縣的一個非建制地區。該地的面積和人口皆未知。

## 地理
塞羅戈多的座標為30°49′55″N 85°53′15″W / 30.83194°N 85.88750°W，而該地的平均海拔高度為26米（即85英尺）。